# Ладанное дерево
Ла́данное де́рево, или Босвеллия священная (лат. Boswéllia sácra) — древесное растение семейства Бурзеровые (Burseraceae), произрастающее в Юго-Западной Аравии (Оман, Йемен), на острове Сокотра и по сухим склонам гор Сомали; вид рода Босвеллия.

## Биологическое описание
Небольшое дерево от 3 до 5 метров высотой.
Листья очерёдные, собранные мутовками на концах ветвей, непарноперистые. Края почти сидячих листочков округлозубчатые, местами коротколопастные.
Цветки невзрачные актиноморфные двуполые, белого или светло-жёлтого цвета, собранные в короткие кисти.

## Использование
Из босвеллии священной, путём нанесения надрезов на стволе, получают камеде-смолу ладан настоящий, содержащий наибольшее количество смолы (до 70 %). Его используют в религиозных культах как воскуряемое благовоние. Ладан высшего сорта состоит из отдельных сухих прозрачных светло-жёлтых кусочков. Худшие сорта — из более тёмной слипшейся неравномерной смолистой массы с вкраплёнными прозрачными кусочками.

## Химический состав
Различные сорта сырья содержат смолу (50—70 %), камедь (30—47 %), эфирное масло (2,5—8 %) и горечи. В состав эфирного масла входят дипентен, альфа-пинен, фелландрен, камфен и другие терпены. В состав смолы входят тритерпеновые кислоты, так называемые альфа- и бета-босвеллиевые кислоты. Камедь по своему составу сходна с гуммиарабиком.
|                                 |  |
| Цветки и ствол ладанного дерева |  |

## Синонимы
- Boswellia carterii (Birdw.)[1]
- Boswellia Bhan-Dadjiana (Bird.)[1]
- Boswellia undulatocrenata (Engl.)